# Jamar Fletcher
Jamar Mondell Fletcher (St. Louis, 28 agosto 1979) è un ex giocatore di football americano statunitense che ha giocato nel ruolo di cornerback nella National Football League. Fu scelto come 26º assoluto nel Draft NFL 2001 dai Miami Dolphins. Al college ha giocato a football all'Università del Wisconsin-Madison.

## Carriera professionistica
Fletcher fu scelto nel primo giro del Draft 2001 dai Miami Dolphins. Vi giocò 41 partite nell'arco di tre stagioni, dopo di che disputò due stagioni con i San Diego Chargers. Nel 2006 giocò con i Detroit Lions dove fece registrare un primato personale di 3 intercetti. Chiuse la carriera con Houston Texans (2007) e Cincinnati Bengals (2008-2009).

## Palmarès
- Jim Thorpe Award - 2001

## Statistiche
| Partite totali      | 105 |
| Partite da titolare | 12  |
| Tackle              | 193 |
| Intercetti          | 7   |